# Paralamyctes harrisi
Paralamyctes harrisi är en mångfotingart som beskrevs av Gilbert Edward Archey 1922. Paralamyctes harrisi ingår i släktet Paralamyctes och familjen fåögonkrypare. Inga underarter finns listade i Catalogue of Life.